# Bathyplotes cinctus
Bathyplotes cinctus is een zeekomkommer uit de familie Synallactidae.
De wetenschappelijke naam van de soort werd in 1910 gepubliceerd door René Koehler & Clément Vaney.